# آنگرا دو هروئیسمو
آنگرا دو هروئیسمو (به پرتغالی: Angra do Heroísmo) یکی از شهرها و شهرداری‌های کشور پرتغال است.
این بندر جزیرهٔ ترسه یرا در جزیره‌های آزور بیش از سه قرن حلقهٔ ارتباط اروپا و «دنیای جدید» بود. در قرن پانزده این بندر محل توقف کشتی‌های پرتغالی بود که از جزایر هند شرقی به اروپا بازمی‌گشتند. این بندر در پناه تپه‌هایی قرار گرفته که مانع از ورود بادهای دائمی به آن هستند و انتخاب دریانوردان اولیهٔ اقیانوس اطلس از این لحاظ واقعاً تحسین‌آمیز است. بندر از دو آبگیر طبیعی تشکیل می‌شد، آبگیر چراغ دریایی و آبگیر لنگرگاه (آنگرا به زبان پرتغالی) که شهر نامش را از دومی گرفته‌است. کمی پس از تأسیس آنگرا، دژهای بزرگ سائوسباستیائو و سائو فیلیپ (امروز، سائو ژوائو بابتیستا) ساخته شد و بندر مجهز به یک سیستم دفاعی نفوذناپذیر شد.
در عین حال، بر مبنای نقشهٔ یک شهر اصیل و واقعی، منتها با جرح و تعدیل‌های لازم جهت جلوگیری از بادهای دائمی، شهری در آن جا بنا شد؛ بنابراین آنگرا دو هروئیزمو نمونهٔ منحصر به فردی از تطبیق یک مدل شهری با شرایط اقلیمی است. پس از این که در ۱۵۳۴ آنگرا مقر اسقف اعظم جزیره‌های آزور شد، چند یادمان باروک در این شهر ساخته شد. این یادمان‌ها عبارت‌اند از کلیسای جامع سان تیسیمو سالوادور، کلیساهای میزریکوردیا و سانتواسپریتو، و دیرهای فرانسیسکان‌ها و ژزوئیت‌ها. در ۱۹۸۳ مرکز تاریخی شهر وارد فهرست میراث جهانی شد.
از آن هنگام، یونسکو چندین هیئت متخصص اعزام کرده‌است تا به مقامات شهر در تهیهٔ برنامهٔ برای حفظ این ناحیه، به عنوان بخشی از یک برنامهٔ سراسری توسعهٔ شهری، یاری دهد. مرمت یادمان‌ها و خانه‌هایی که از زلزله صدمه دیده‌اند، با حفظ سنت‌های معماری ترسه‌یرا و هماهنگی و اصالت شهر، در این برنامه درجهٔ اول اهمیت را دارد.